# Robert Zoellick
Robert Bruce Zoellick (ur. 25 lipca 1953) – amerykański finansista i polityk, prezes Banku Światowego od 1 lipca 2007 do 1 lipca 2012, od 22 lutego 2005 do 5 lipca 2006 był zastępcą sekretarza stanu USA, a zanim objął to stanowisko od 7 lutego 2001 do 22 lutego 2005 pełnił funkcję pełnomocnika rządu USA ds. handlu zagranicznego.
29 maja 2007 prezydent George W. Bush nominował Zoellicka na prezesa Banku Światowego w miejsce ustępującego 30 czerwca 2007 Paula Wolfowitza.
25 czerwca wybrano go na stanowisko szefa Banku Światowego, a 1 lipca Zoellick objął urząd.